# Re:Monster
Re:Monster는 카네키루 코기츠네가 글을 쓰고 야마다가 그림을 그린 일본의 라이트 노벨 시리즈이다. 2011년 5월부터 2018년까지 사용자 제작 소설 출판 웹사이트인 소설가가 되자에서 온라인으로 연재되었다. 나중에 2012년 8월부터 2017년 8월까지 9권, 외전, 추가 권을 출판한 알파폴리스에 의해 인수되었다. 고바야카와 하루요시의 예술이 포함된 만화 각색판은 2014년 3월부터 알파폴리스의 만화 웹사이트를 통해 온라인으로 연재되었으며, 11권의 단행본으로 수집되었다. 이 만화는 세븐 시즈 엔터테인먼트(Seven Seas Entertainment)에 의해 북미에서 라이선스를 받았다. 가네키루가 글을 쓰고 야나기다 나지가 그림을 그린 속편 라이트 노벨 시리즈는 2018년 7월 알파폴리스에서 출판을 시작했으며 지금까지 4권이 출시되었다. 스튜디오 딘이 제작한 애니메이션 TV 시리즈는 2024년 4월에 방영되었다.